# A Kaposvári Rákóczi FC 2012–2013-as szezonja
Ez a szócikk a Kaposvári Rákóczi FC 2012–2013-as szezonjáról szól, mely sorozatban a 9., összességében pedig a 14. idénye a csapatnak a magyar első osztályban. A klub fennállásának ekkor volt a 89. évfordulója. A szezon 2012 júliusában kezdődött, és 2013 júniusában ért véget.
A csapat új vezetőedzővel vágott neki az idénynek, Prukner László személyében. A tréner 2003 nyarától hét éven keresztül már irányította a kaposvári csapatot.

## Játékoskeret
2012. augusztus 28-i állapot szerint.
| No. |        | Poszt | Játékos          |
| --- | ------ | ----- | ---------------- |
| 3   | HUN    | KP    | Fenyvesi Olivér  |
| 4   | HUN    | KP    | Bőle Lukács      |
| 5   | HUN    | V     | Bank István      |
| 7   | SRB    | KP    | Bojan Pavlović   |
| 8   | CRO    | KP    | Nikola Šafarić   |
| 9   | HUN    | CS    | Waltner Róbert   |
| 10  | HUN    | KP    | Horváth Tamás    |
| 11  | HUN    | KP    | Házi Bence       |
| 13  | SRB    | V     | Dražen Okuka     |
| 14  | HUN    | CS    | Oláh Lóránt      |
| 15  | HUN    | KP    | Kovács Olivér    |
| 16  | Guinea | CS    | Moustapha Diallo |

| No. |     | Poszt | Játékos             |
| --- | --- | ----- | ------------------- |
| 17  | HUN | V     | Zámbó Bence         |
| 18  | HUN | KP    | Balázs Benjámin     |
| 19  | CRO | CS    | Bojan Vručina       |
| 21  | SVK | K     | Ľuboš Hajdúch       |
| 23  | HUN | K     | Horváth László      |
| 24  | HUN | V     | Hegedűs Dávid       |
| 26  | HUN | V     | Vadas Zalán         |
| 27  | GAM | CS    | Haruna Jammeh       |
| 28  | HUN | V     | Jánvári Gábor       |
| 30  | HUN | K     | Posza Zsolt         |
| 32  | HUN | V     | Major Ádám          |
| 33  | BRA | KP    | Pedro Sass Petrazzi |

## Átigazolások

### Átigazolások nyáron
| No. |     | Poszt | Játékos                                                       |
| --- | --- | ----- | ------------------------------------------------------------- |
| 9   | HUN | CS    | Waltner Róbert (SV Mattersburg)                               |
| 11  | HUN | KP    | Házi Bence (BKV Előre, lejárt a kölcsönszerződése)            |
| 14  | HUN | CS    | Oláh Lóránt (Ferencváros, lejárt a kölcsönszerződése)         |
| 17  | HUN | V     | Zámbó Bence (Győri ETO, kölcsönbe)                            |
| 19  | CRO | CS    | Bojan Vručina (Slaven Belupo)                                 |
| 26  | HUN | V     | Vadas Zalán (BKV Előre, lejárt a kölcsönszerződése)           |
| ##  | MDA | CS    | Serghei Alexeev (Makkabi Netánjá, lejárt a kölcsönszerződése) |
| ##  | SRB | CS    | Dragan Žmukić (FK Senta)                                      |

| No. |     | Poszt | Játékos                                                       |
| --- | --- | ----- | ------------------------------------------------------------- |
| 9   | HUN | CS    | Waltner Róbert (SV Mattersburg)                               |
| 11  | HUN | KP    | Házi Bence (BKV Előre, lejárt a kölcsönszerződése)            |
| 14  | HUN | CS    | Oláh Lóránt (Ferencváros, lejárt a kölcsönszerződése)         |
| 17  | HUN | V     | Zámbó Bence (Győri ETO, kölcsönbe)                            |
| 19  | CRO | CS    | Bojan Vručina (Slaven Belupo)                                 |
| 26  | HUN | V     | Vadas Zalán (BKV Előre, lejárt a kölcsönszerződése)           |
| ##  | MDA | CS    | Serghei Alexeev (Makkabi Netánjá, lejárt a kölcsönszerződése) |
| ##  | SRB | CS    | Dragan Žmukić (FK Senta)                                      |

| No. |     | Poszt | Játékos                                                  |
| --- | --- | ----- | -------------------------------------------------------- |
| 7   | BIH | KP    | Boris Gujić (FK Sarajevo)                                |
| 9   | SRB | CS    | Miroslav Grumić (Pécsi MFC)                              |
| 11  | SEN | CS    | Bara Mamadou Ndiaye (Lugano, lejárt a kölcsönszerződése) |
| 14  | GHA | KP    | Aaron Dankwah (Lugano, lejárt a kölcsönszerződése)       |
| 17  | SVK | KP    | Tomáš Sedlák                                             |
| 19  | HUN | KP    | Katona György (Dunakanyar-Vác)                           |
| 25  | HUN | KP    | Farkas Péter (Dunakanyar-Vác)                            |
| 29  | HUN | V     | Graszl Károly (Néa Szalamína)                            |
| 31  | HUN | V     | Zsók József (Paksi FC)                                   |
| ##  | MDA | CS    | Serghei Alexeev (Yenisey Krasnoyarsk)                    |

| No. |     | Poszt | Játékos                                                  |
| --- | --- | ----- | -------------------------------------------------------- |
| 7   | BIH | KP    | Boris Gujić (FK Sarajevo)                                |
| 9   | SRB | CS    | Miroslav Grumić (Pécsi MFC)                              |
| 11  | SEN | CS    | Bara Mamadou Ndiaye (Lugano, lejárt a kölcsönszerződése) |
| 14  | GHA | KP    | Aaron Dankwah (Lugano, lejárt a kölcsönszerződése)       |
| 17  | SVK | KP    | Tomáš Sedlák                                             |
| 19  | HUN | KP    | Katona György (Dunakanyar-Vác)                           |
| 25  | HUN | KP    | Farkas Péter (Dunakanyar-Vác)                            |
| 29  | HUN | V     | Graszl Károly (Néa Szalamína)                            |
| 31  | HUN | V     | Zsók József (Paksi FC)                                   |
| ##  | MDA | CS    | Serghei Alexeev (Yenisey Krasnoyarsk)                    |

## Statisztikák
Utolsó elszámolt mérkőzés dátuma: 2013. május 31.

### Mérkőzések
| Lejátszott mérkőzések száma        | 38 (30 OTP Bank Liga, 2 Magyar kupa, 6 Ligakupa)                 |
| Győzelmek száma                    | 12 (10 OTP Bank Liga, 1 Magyar kupa, 1 Ligakupa)                 |
| Döntetlenek száma                  | 9 (7 OTP Bank Liga, 0 Magyar kupa, 2 Ligakupa)                   |
| Vereségek száma                    | 17 (13 OTP Bank Liga, 1 Magyar kupa, 3 Ligakupa)                 |
| Szerzett gólok száma               | 43                                                               |
| Kapott gólok száma                 | 48                                                               |
| Gólkülönbség                       | –5                                                               |
| Sárga lapok                        | 87                                                               |
| Kiállítások                        | 8                                                                |
| Legtöbbet figyelmeztetett játékos  | Pedro Sass Petrazzi (10 , 2 )                                    |
| Legnagyobb arányú győzelem         | Kaposvári Rákóczi 3–0 BFC Siófok (2012. 10. 20.)                 |
| Legnagyobb arányú győzelem         | Kaposvári Rákóczi 3–0 Lombard Pápa (2013. 03. 29.)               |
| Legnagyobb arányú vereség          | Lombard Pápa 3–0 Kaposvári Rákóczi (2012. 09. 01.)               |
| Legmagasabb hazai nézőszám         | 4 500 néző, Kaposvári Rákóczi 1–0 Ferencváros (2012. 11. 18.)    |
| Legalacsonyabb hazai nézőszám      | 100 néző, Kaposvári Rákóczi 1–1 Zalaegerszegi TE (2012. 11. 13.) |
| Legtöbbször pályára lépett játékos | Balázs Benjámin (33 mérkőzés)                                    |
| Házi gólkirály                     | Oláh Lóránt (9 )                                                 |
| Pontok                             | 45/114 (39,47%)                                                  |

### Kiírások
| Kiírás        | Statisztikák | Statisztikák | Statisztikák | Statisztikák | Statisztikák | Statisztikák | Kezdő forduló | Végső forduló/ helyezés | Mérkőzések dátumai | Mérkőzések dátumai |
| Kiírás        | M            | GY           | D            | V            | LG–KG        | GK           | Kezdő forduló | Végső forduló/ helyezés | Első               | Utolsó             |
| ------------- | ------------ | ------------ | ------------ | ------------ | ------------ | ------------ | ------------- | ----------------------- | ------------------ | ------------------ |
| OTP Bank Liga | 30           | 10           | 7            | 13           | 35–38        | –3           | —             |                         | 2012. 07. 29.      | 2013. 05. 31.      |
| Magyar kupa   | 2            | 1            | 0            | 1            | 2–2          | 0            | 2. forduló    | 3. forduló              | 2012. 09. 26.      | 2012. 10. 30.      |
| Ligakupa      | 6            | 1            | 2            | 3            | 6–8          | –2           | Csoportkör    | Csoportkör              | 2012. 09. 05.      | 2012. 10. 13.      |

## OTP Bank Liga

### Mérkőzések
| 1. forduló 2012. július 29. 15:30 |

| MTK Budapest                       | 3 – 1               | Kaposvári Rákóczi                    |
| ---------------------------------- | ------------------- | ------------------------------------ |
| Tischler 12' Wolfe 67' Könyves 77' | (1 – 0) Jegyzőkönyv | Waltner 90' Zámbó 79' Petrazzi 90+1' |

| Hidegkuti Nándor Stadion, Budapest Nézőszám: 1 000 Játékvezető: Veizer Roland (magyar) |

| 2. forduló 2012. augusztus 4. 17:00 |

| Kaposvári Rákóczi     | 1 – 0               | Debreceni VSC |
| --------------------- | ------------------- | ------------- |
| Zámbó 27' Hajdúch 88' | (1 – 0) Jegyzőkönyv | Lucas 90+5'   |

| Rákóczi Stadion, Kaposvár Nézőszám: 2 000 Játékvezető: Vad II. István (magyar) |

| 3. forduló 2012. augusztus 10. 17:00 |

| Győri ETO                                     | 2 – 1               | Kaposvári Rákóczi |
| --------------------------------------------- | ------------------- | ----------------- |
| Pedro 82' (öngól) Dina 85' Švec 9' Lipták 79' | (0 – 1) Jegyzőkönyv | Oláh 44'          |

| ETO Park, Győr Nézőszám: 2 000 Játékvezető: Pánczél Krisztián (magyar) |

| 4. forduló 2012. augusztus 17. 19:00 |

| Kecskeméti TE    | 1 – 2               | Kaposvári Rákóczi                        |
| ---------------- | ------------------- | ---------------------------------------- |
| Sós 15' Mohl 78' | (1 – 1) Jegyzőkönyv | Vručina 5' 50' 69' Hajdúch 82' Okuka 90' |

| Széktói Stadion, Kecskemét Nézőszám: 2 200 Játékvezető: Oláh Gábor (magyar) |

| 5. forduló 2012. augusztus 25. 16:00 |

| Kaposvári Rákóczi                                                   | 1 – 1               | Pécsi MFC                                             |
| ------------------------------------------------------------------- | ------------------- | ----------------------------------------------------- |
| Haruna 90+3' Bank 33′ Vručina 54′ Okuka 62' Kovács 89' Jammeh 90+3' | (0 – 1) Jegyzőkönyv | Wittrédi 34' (11-esből) 54' Akran 12' Zeljkovič 90+5′ |

| Rákóczi Stadion, Kaposvár Nézőszám: 2 500 Játékvezető: Farkas Ádám (magyar) |

| 6. forduló 2012. szeptember 1. 18:30 |

| Lombard Pápa                                             | 3 – 0               | Kaposvári Rákóczi  |
| -------------------------------------------------------- | ------------------- | ------------------ |
| Seye 43' Maróti 48' Sekour 67' Tóth G. 50' Présinger 69' | (1 – 0) Jegyzőkönyv | Okuka 21' Oláh 62' |

| Perutz Stadion, Pápa Nézőszám: 1 800 Játékvezető: Erdős József (magyar) |

| 7. forduló 2012. szeptember 14. 17:00 |

| Kaposvári Rákóczi                                      | 0 – 0               | Újpest                                        |
| ------------------------------------------------------ | ------------------- | --------------------------------------------- |
| Pavlović 11' Petrazzi 38' Okuka 51' Bank 61' Zámbó 78' | (0 – 0) Jegyzőkönyv | Remili 21' Kabát 51' Aarab 52' Vasiljević 79' |

| Rákóczi Stadion, Kaposvár Nézőszám: 2 000 Játékvezető: Kassai Viktor (magyar) |

| 8. forduló 2012. szeptember 22. 16:00 |

| Budapest Honvéd                                                                    | 5 – 3               | Kaposvári Rákóczi                                  |
| ---------------------------------------------------------------------------------- | ------------------- | -------------------------------------------------- |
| Diarra 20' Johnson 30' Délczeg 33' Ivancsics 44' Vécsei 65' Lovrić 61' Diaby 90+2' | (4 – 1) Jegyzőkönyv | Zámbó 40' 27' Balázs 75' Jammeh 86' Petrazzi 90+2' |

| Bozsik József Stadion, Budapest Nézőszám: 2 000 Játékvezető: Iványi Zoltán (magyar) |

| 9. forduló 2012. szeptember 29. 16:00 |

| Kaposvári Rákóczi       | 0 – 0               | Egri FC                |
| ----------------------- | ------------------- | ---------------------- |
| Šafarić 33' Vrucina 44′ | (0 – 0) Jegyzőkönyv | Vujović 49' Dobrić 76' |

| Rákóczi Stadion, Kaposvár Nézőszám: 2 000 Játékvezető: Fábián Mihály (magyar) |

| 10. forduló 2012. október 6. 18:30 |

| Haladás              | 0 – 0               | Kaposvári Rákóczi                 |
| -------------------- | ------------------- | --------------------------------- |
| Halmosi 25' Nagy 40' | (0 – 0) Jegyzőkönyv | Bank 62' Petrazzi 78′ Hajdúch 88' |

| Rohonci út, Szombathely Nézőszám: 5 000 Játékvezető: Szilasi Szabolcs (magyar) |

| 11. forduló 2012. október 20. 16:00 |

| Kaposvári Rákóczi                        | 3 – 0               | BFC Siófok                                          |
| ---------------------------------------- | ------------------- | --------------------------------------------------- |
| Kovács 40' 34' Diallo 71' 80' Balázs 35' | (1 – 0) Jegyzőkönyv | Mogyorósi 19' Fodor 20' Gál 30' Sipos 37' Dajić 67' |

| Rákóczi Stadion, Kaposvár Nézőszám: 2 500 Játékvezető: Vad II. István (magyar) |

| 12. forduló 2012. október 27. 16:00 |

| Diósgyőr                 | 0 – 1               | Kaposvári Rákóczi         |
| ------------------------ | ------------------- | ------------------------- |
| Hanek 30' Abdouraman 32' | (0 – 0) Jegyzőkönyv | Horváth T. 87' Balázs 37' |

| DVTK-stadion, Miskolc Nézőszám: 7 000 Játékvezető: Berger József (magyar) |

| 13. forduló 2012. november 4. 16:30 |

| Kaposvári Rákóczi                           | 0 – 2               | Videoton                                                    |
| ------------------------------------------- | ------------------- | ----------------------------------------------------------- |
| Kovács 20' Jánvári 23' Okuka 46' Balázs 51' | (0 – 0) Jegyzőkönyv | Nikolics N. 47' 79' Renato Neto 14' Oliveira 46' Kovács 89' |

| Rákóczi Stadion, Kaposvár Nézőszám: 3 000 Játékvezető: Bognár Tamás (magyar) |

| 14. forduló 2012. november 10. 16:00 |

| Paksi FC                                    | 1 – 2               | Kaposvári Rákóczi                                       |
| ------------------------------------------- | ------------------- | ------------------------------------------------------- |
| Lázok 43' Sifter 11' Fiola 46' Bartha 90+2' | (1 – 0) Jegyzőkönyv | Oláh 47' (11-esből) Balázs 50' Hajdúch 57' Petrazzi 81' |

| Fehérvári út, Paks Nézőszám: 1 000 Játékvezető: Radványi Ádám (magyar) |

| 15. forduló 2012. november 18. 16:30 |

| Kaposvári Rákóczi                 | 1 – 0               | Ferencváros |
| --------------------------------- | ------------------- | ----------- |
| Pavlović 72' Kovács 12' Okuka 76' | (0 – 0) Jegyzőkönyv | 44' Gyömbér |

| Rákóczi Stadion, Kaposvár Nézőszám: 4 500 Játékvezető: Solymosi Péter (magyar) |

| 16. forduló 2012. november 23. 17:00 |

| Kaposvári Rákóczi | 0 – 0               | MTK Budapest |
| ----------------- | ------------------- | ------------ |
| Kovács 25'        | (0 – 0) Jegyzőkönyv | Zsidai 86'   |

| Rákóczi Stadion, Kaposvár Nézőszám: 2 500 Játékvezető: Farkas Ádám (magyar) |

| 17. forduló 2012. november 30. 17:00 |

| Debreceni VSC                           | 2 – 1               | Kaposvári Rákóczi           |
| --------------------------------------- | ------------------- | --------------------------- |
| Coulibaly 49' (11-esből) 62' Korhut 84' | (0 – 0) Jegyzőkönyv | Pavlović 90+2' 90' Bank 25' |

| Oláh Gábor utca, Debrecen Nézőszám: 3 000 Játékvezető: Andó-Szabó Sándor (magyar) |

| 18. forduló 2013. március 2. 18:30 |

| Kaposvári Rákóczi    | 1 – 2               | Győri ETO                                                    |
| -------------------- | ------------------- | ------------------------------------------------------------ |
| Oláh 76' Šafarić 84' | (0 – 0) Jegyzőkönyv | Andrić 65' 90+3' Kink 90+1' Völgyi 17' Kamber 25' Koltai 51' |

| Rákóczi Stadion, Kaposvár Nézőszám: 2 000 Játékvezető: Szabó Zsolt (magyar) |

| 19. forduló 2013. március 8. 19:00 |

| Kaposvári Rákóczi                                        | 2 – 3               | Kecskeméti TE                                               |
| -------------------------------------------------------- | ------------------- | ----------------------------------------------------------- |
| Oláh 15' Waltner 81' (11-esből) Petrazzi 42' Vručina 78' | (1 – 1) Jegyzőkönyv | Mohl 19' Pekár 48' 90+2' Burgos 70' Vukasovic 80' Varga 90' |

| Rákóczi Stadion, Kaposvár Nézőszám: 2 000 Játékvezető: Kassai Viktor (magyar) |

| 20. forduló 2013. április 9. 16:00 |

| Pécsi MFC                    | 0 – 2               | Kaposvári Rákóczi                                             |
| ---------------------------- | ------------------- | ------------------------------------------------------------- |
| Koller 20' Nagy 73' Gaál 83' | (0 – 0) Jegyzőkönyv | Waltner 49' Pavlović 61' Jánvári 38' Okuka 81' Petrazzi 90+1' |

| PMFC Stadion, Pécs Nézőszám: 1 800 Játékvezető: Vad II. István (magyar) |

- Elhalasztott mérkőzés.

| 21. forduló 2013. március 29. 17:00 |

| Kaposvári Rákóczi                                                   | 3 – 0               | Lombard Pápa                                                |
| ------------------------------------------------------------------- | ------------------- | ----------------------------------------------------------- |
| Waltner 81' Oláh 84' (11-esből) Balázs 90+1' Vručina 27' Kovács 65' | (0 – 0) Jegyzőkönyv | Orozco 45' Marić 69' Rodenbücher 76' Tóth G. 82' Németh 83' |

| Rákóczi Stadion, Kaposvár Nézőszám: 1 500 Játékvezető: Andó-Szabó Sándor (magyar) |

| 22. forduló 2013. április 5. 17:00 |

| Újpest                       | 1 – 0               | Kaposvári Rákóczi                 |
| ---------------------------- | ------------------- | --------------------------------- |
| Vasiljević 32' 38' Kabát 84' | (1 – 0) Jegyzőkönyv | Šafarić 32' Petrazzi 70' Oláh 76' |

| Szusza Ferenc Stadion, Budapest Nézőszám: 1 500 Játékvezető: Németh Ádám (magyar) |

| 23. forduló 2013. április 12. 17:00 |

| Kaposvári Rákóczi      | 1 – 2               | Budapest Honvéd                                                          |
| ---------------------- | ------------------- | ------------------------------------------------------------------------ |
| Waltner 14' Kovács 66' | (1 – 0) Jegyzőkönyv | Tchami 60' (11-esből) Lanzafame 67' Ignjatović 31' Baráth 44' Tandia 72' |

| Rákóczi Stadion, Kaposvár Nézőszám: 2 000 Játékvezető: Berger József (magyar) |

| 24. forduló 2013. április 20. 16:00 |

| Egri FC                        | 1 – 0               | Kaposvári Rákóczi                    |
| ------------------------------ | ------------------- | ------------------------------------ |
| Farkas 34' Kabele 53′ Buač 75' | (1 – 0) Jegyzőkönyv | Hegedűs 47' Dankwah 55' Petrazzi 82' |

| Ligeti Stadion, Vác Nézőszám: 100 Játékvezető: Veizer Roland (magyar) |

| 25. forduló 2013. április 27. 16:00 |

| Kaposvári Rákóczi                                          | 3 – 2               | Haladás                                                             |
| ---------------------------------------------------------- | ------------------- | ------------------------------------------------------------------- |
| Hegedűs 34' Oláh 47' 60' (11-esből) Petrazzi 29′ Okuka 30' | (2 – 1) Jegyzőkönyv | Andorka 46' Ugrai 90' Tóth 36' Devecseri 59' Gyurján 70' Farkas 86' |

| Rákóczi Stadion, Kaposvár Nézőszám: 1 500 Játékvezető: Németh Ádám (magyar) |

| 26. forduló 2013. május 4. 18:30 |

| BFC Siófok                                                 | 2 – 1               | Kaposvári Rákóczi                        |
| ---------------------------------------------------------- | ------------------- | ---------------------------------------- |
| Windecker 15' Melczer 56' Takács 31' Dajić 42' Kecskés 66' | (1 – 1) Jegyzőkönyv | Oláh 31' (11-esből) Bőle 75' Vručina 84' |

| Révész Géza utcai stadion, Siófok Nézőszám: 500 Játékvezető: Szőts Gergely (magyar) |

| 27. forduló 2013. május 10. 19:00 |

| Kaposvári Rákóczi                                                      | 1 – 1               | Diósgyőr                                                    |
| ---------------------------------------------------------------------- | ------------------- | ----------------------------------------------------------- |
| Vági 50' (öngól) Bőle 23' Kovács 66' Zámbó 71' Okuka 85' Šafarić 90+2' | (0 – 1) Jegyzőkönyv | Fernando 31' 90+2' Hanek 48' Bacsa 59' Takács 80' Seydi 90' |

| Rákóczi Stadion, Kaposvár Nézőszám: 2 500 Játékvezető: Bognár Tamás (magyar) |

| 28. forduló 2013. május 18. 18:30 |

| Videoton                         | 2 – 1               | Kaposvári Rákóczi                |
| -------------------------------- | ------------------- | -------------------------------- |
| Álvarez 29' Kovács 54' Gomes 44' | (1 – 0) Jegyzőkönyv | Thian 77' Vručina 17' Oláh 90+3' |

| Sóstói Stadion, Székesfehérvár Nézőszám: 3 250 Játékvezető: Solymosi Péter (magyar) |

| 29. forduló 2013. május 25. 14:00 |

| Kaposvári Rákóczi                                          | 1 – 0               | Paksi FC                          |
| ---------------------------------------------------------- | ------------------- | --------------------------------- |
| Balázs 36' Kovács 23' Petrazzi 79' Zámbó 83' Šafarić 90+2' | (1 – 0) Jegyzőkönyv | Könyves 20' Heffler 55' Lázok 64′ |

| Rákóczi Stadion, Kaposvár Nézőszám: 1 500 Játékvezető: Fábián Mihály (magyar) |

| 30. forduló 2013. május 31. 19:00 |

| Ferencváros                                                 | 2 – 2               | Kaposvári Rákóczi                                                                     |
| ----------------------------------------------------------- | ------------------- | ------------------------------------------------------------------------------------- |
| Böde 21' (11-esből) 60' (11-esből) Jenner 35' Jovanović 84' | (1 – 0) Jegyzőkönyv | Okuka 55' Waltner 84' (11-esből) 87' Jánvári 19' Dankwah 60' Pavlović 62' Vručina 88' |

| ETO Park, Győr Nézőszám: 3 800 Játékvezető: Szabó Zsolt (magyar) |

### A végeredmény
| #   | Csapat                | M  | GY | D  | V  | G+ – G– | GK  | P  | Megjegyzések                                   |
| --- | --------------------- | -- | -- | -- | -- | ------- | --- | -- | ---------------------------------------------- |
| 1.  | Győri ETO (B)         | 30 | 19 | 7  | 4  | 57–33   | +24 | 64 | 2013–2014-es Bajnokok Ligája – 2. selejtezőkör |
| 2.  | Videoton (I)          | 30 | 16 | 6  | 8  | 52–24   | +28 | 54 | 2013–2014-es Európa-liga – 1. selejtezőkör     |
| 3.  | Budapest Honvéd (I)   | 30 | 15 | 7  | 8  | 50–36   | +14 | 52 | 2013–2014-es Európa-liga – 1. selejtezőkör     |
| 4.  | MTK BudapestÚ         | 30 | 15 | 6  | 9  | 43–30   | +13 | 51 |                                                |
| 5.  | Ferencváros           | 30 | 13 | 10 | 7  | 51–36   | +15 | 49 |                                                |
| 6.  | Debreceni VSCCV (KGY) | 30 | 14 | 4  | 12 | 47–36   | +11 | 46 | 2013–2014-es Európa-liga – 2. selejtezőkör1    |
| 7.  | Kecskeméti TE         | 30 | 12 | 8  | 10 | 42–42   | 0   | 44 |                                                |
| 8.  | Haladás               | 30 | 11 | 11 | 8  | 36–27   | +9  | 44 |                                                |
| 9.  | Újpest                | 30 | 11 | 8  | 11 | 40–42   | −2  | 41 |                                                |
| 10. | Diósgyőr              | 30 | 9  | 11 | 10 | 31–39   | −8  | 38 |                                                |
| 11. | Kaposvári Rákóczi     | 30 | 10 | 7  | 13 | 35–38   | −3  | 37 |                                                |
| 12. | Pécsi MFC             | 30 | 10 | 7  | 13 | 33–44   | −11 | 37 |                                                |
| 13. | Paksi FC              | 30 | 8  | 11 | 11 | 40–38   | +2  | 35 |                                                |
| 14. | Lombard Pápa          | 30 | 7  | 7  | 16 | 26–46   | −20 | 28 |                                                |
| 15. | BFC Siófok (K)        | 30 | 7  | 4  | 19 | 31–61   | −30 | 25 | NB II                                          |
| 16. | Egri FCÚ (K)          | 30 | 3  | 6  | 21 | 25–67   | −42 | 15 | NB II                                          |

Forrás: MLSZ adatbank 
A rangsorolás alapszabályai: 1. összpontszám, 2. győzelmek száma, 3. gólkülönbség, 4. szerzett gólok száma, 5. egymás elleni eredmények összpontszáma,  6. egymás elleni eredmények gólkülönbsége, 7. egymás elleni eredmények szerzett góljainak száma, 8. egymás elleni eredmények idegenben szerzett góljainak száma.
1 A Debreceni VSC a 2013–14-es Európa-liga 2. selejtezőkörében indulhat, kupagyőztesként.
(B): Bajnokcsapat, (K): Kieső csapat, (F): Feljutó csapat, (I): Kupainduló, (R): A rájátszás győztese, (KGY): Kupagyőztes

### Eredmények összesítése
Az alábbi táblázatban összesítve szerepelnek a Kaposvári Rákóczi FC 2012/13-as bajnokságban elért eredményei.
| Ősz/tavasz (forduló)    | Otthon | Otthon | Otthon | Otthon | Otthon | Otthon | Otthon | Idegenben | Idegenben | Idegenben | Idegenben | Idegenben | Idegenben | Idegenben |
| Ősz/tavasz (forduló)    | M      | GY     | D      | V      | LG–KG  | GK     | P      | M         | GY        | D         | V         | LG–KG     | GK        | P         |
| ----------------------- | ------ | ------ | ------ | ------ | ------ | ------ | ------ | --------- | --------- | --------- | --------- | --------- | --------- | --------- |
| Őszi szezon (1–17.)     | 8      | 3      | 4      | 1      | 6–3    | +3     | 13     | 9         | 3         | 1         | 5         | 11–17     | –6        | 10        |
| Tavaszi szezon (18–30.) | 7      | 3      | 1      | 3      | 12–10  | +2     | 10     | 6         | 1         | 1         | 4         | 6–8       | –2        | 4         |
| Összesen (1–30.)        | 15     | 6      | 5      | 4      | 18–13  | +5     | 23     | 15        | 4         | 2         | 9         | 17–25     | –8        | 14        |

### Helyezések fordulónként
| Forduló  | 1  | 2  | 3  | 4  | 5 | 6 | 7  | 8  | 9  | 10 | 11 | 12 | 13 | 14 | 15 | 16 | 17 | 18 | 19 | 20 | 21 | 22 | 23 | 24 | 25 | 26 | 27 | 28 | 29 | 30 |
| -------- | -- | -- | -- | -- | - | - | -- | -- | -- | -- | -- | -- | -- | -- | -- | -- | -- | -- | -- | -- | -- | -- | -- | -- | -- | -- | -- | -- | -- | -- |
| Helyszín | I  | O  | I  | I  | O | I | O  | I  | O  | I  | O  | I  | O  | I  | O  | O  | I  | O  | O  | I  | O  | I  | O  | I  | O  | I  | O  | I  | O  | I  |
| Eredmény | V  | GY | V  | GY | D | V | D  | V  | D  | D  | GY | GY | V  | GY | GY | D  | V  | V  | V  | GY | GY | V  | V  | V  | GY | V  | D  | V  | GY | D  |
| Helyezés | 15 | 8  | 10 | 8  | 8 | 8 | 11 | 14 | 13 | 13 | 11 | 9  | 11 | 7  | 6  | 6  | 8  | 10 | 11 | 10 | 9  | 12 | 11 | 12 | 11 | 12 | 12 | 12 | 11 | 11 |

Helyszín: O = Otthon; I = Idegenben. Eredmény: GY = Győzelem; D = Döntetlen; V = Vereség.

## Magyar kupa
2. forduló
| 2012. szeptember 26. 17:00 |

| Gyirmót (NB II)     | 1 – 2               | Kaposvári Rákóczi                                |
| ------------------- | ------------------- | ------------------------------------------------ |
| Oross 78' Balog 34' | (0 – 1) Jegyzőkönyv | Oláh 18' Vručina 54' Pavlović 28' Petrazzi 90+3' |

| Ménfői út, Győr Nézőszám: 300 Játékvezető: Becséri Dániel (magyar) |

Továbbjutott a Kaposvári Rákóczi, 2–1-s összesítéssel.
3. forduló
| 2012. október 30. 12:30 |

| Dunaújváros PASE (NB III)            | 1 – 0               | Kaposvári Rákóczi                   |
| ------------------------------------ | ------------------- | ----------------------------------- |
| Godslove 4' Micskó 69' Perović 90+1′ | (1 – 0) Jegyzőkönyv | Okuka 35' Kovacević 77' Horváth 81′ |

| Eszperantó út, Dunaújváros Nézőszám: 250 Játékvezető: Botló Béla (magyar) |

Továbbjutott a Dunaújváros-Pálhalma, 1–0-s összesítéssel.

## Ligakupa

### Csoportkör (C csoport)
| 1. forduló 2012. szeptember 5. 18:00 |

| Kaposvári Rákóczi                           | 1 – 1               | Videoton                |
| ------------------------------------------- | ------------------- | ----------------------- |
| Kovacevic 1' Kovács 28' Thian 67' Major 79' | (1 – 1) Jegyzőkönyv | Paraíba 26' Kiprich 50' |

| Rákóczi Stadion, Kaposvár Nézőszám: 150 Játékvezető: Berke Balázs (magyar) |

| 2. forduló 2012. szeptember 12. 18:00 |

| Zalaegerszegi TE                   | 2 – 1               | Kaposvári Rákóczi                                        |
| ---------------------------------- | ------------------- | -------------------------------------------------------- |
| Tóth 28' 29' Babati 69' Juhász 87' | (2 – 0) Jegyzőkönyv | Diallo 64' Zmukić 47' Horváth 49' Bőle 75' Vručina 90+2' |

| ZTE Aréna, Zalaegerszeg Nézőszám: 500 Játékvezető: Kovács J. Zoltán (magyar) |

| 3. forduló 2012. október 10. 16:00 |

| Lombard Pápa                | 2 – 1               | Kaposvári Rákóczi                |
| --------------------------- | ------------------- | -------------------------------- |
| Seye 58' 67' Rodenbücher 3' | (0 – 0) Jegyzőkönyv | Katona 79' (11-esből) Kovács 61′ |

| Perutz Stadion, Pápa Nézőszám: 200 Játékvezető: Oláh Gábor (magyar) |

| 4. forduló 2012. december 7. 13:00 |

| Kaposvári Rákóczi                                   | 2 – 1               | Lombard Pápa                    |
| --------------------------------------------------- | ------------------- | ------------------------------- |
| Bőle 50' Horváth 59' Rusák 12' Földes 62' Vadas 67' | (0 – 1) Jegyzőkönyv | Rodenbücher 12' 88′ Tóth G. 23' |

| Kaposvár Nézőszám: 150 Játékvezető: Pintér Csaba (magyar) |

| 5. forduló 2012. november 13. 14:00 |

| Kaposvári Rákóczi                          | 1 – 1               | Zalaegerszegi TE                           |
| ------------------------------------------ | ------------------- | ------------------------------------------ |
| Diallo 43' Zmukić 65' Laczkó 76' Thian 89′ | (1 – 0) Jegyzőkönyv | Babati 69' Milas 26' Máté 89' Mavolo 90+2' |

| Rákóczi Stadion, Kaposvár Nézőszám: 100 Játékvezető: Gaál Gyöngyi (magyar) |

| 6. forduló 2012. október 13. 17:00 |

| Videoton     | 1 – 0               | Kaposvári Rákóczi     |
| ------------ | ------------------- | --------------------- |
| Nikolics 76' | (0 – 0) Jegyzőkönyv | Vručina 36' Okuka 85' |

| Sóstói Stadion, Székesfehérvár Nézőszám: 1 300 Játékvezető: Berke Balázs (magyar) |

### A C csoport végeredménye
| Csapat            | M | Gy | D | V | G+ | G– | Gk | P  |
| ----------------- | - | -- | - | - | -- | -- | -- | -- |
| Videoton          | 6 | 4  | 1 | 1 | 9  | 3  | +6 | 13 |
| Lombard Pápa      | 6 | 4  | 0 | 2 | 9  | 8  | +1 | 12 |
| Kaposvári Rákóczi | 6 | 1  | 2 | 3 | 6  | 8  | –2 | 5  |
| Zalaegerszegi TE  | 6 | 1  | 1 | 4 | 5  | 10 | –5 | 4  |